# Lesliana Pereira
Lesliana Massoxi Amaro Gomes Pereira (Soyo, 9 de outubro de 1987), publicamente conhecida como Lesliana Pereira, é uma apresentadora de TV, actriz angolana.

## Biografia

### Primeiros anos
Lesliana nasceu na cidade de Soyo, na província angolana do Zaire, porém foi em Benguela, terra natal de seu pai, onde passou grande parte de sua infância, com a família.
Em 1999, aos onze anos de idade, Lesliana muda-se, junto com sua mãe e irmão, para Lisboa, capital de Portugal, devido ao tratamento da doença da sua irmã mais velha, diagnosticada com cancro . Alguns meses depois, a sua irmã vem a falecer. Mesmo com o falecimento da irmã, Lesliana e a sua família continuam a viver em Portugal, mas passando as suas férias em Angola.

### Miss Angola 2008
Em 2007, durante as suas férias em Angola , Lesliana resolveu participar do concurso e regressar ao lugar onde nasceu, acabando por ser eleita Miss Zaire 2008.
Em Dezembro do mesmo ano, representou a província em que nasceu no Miss Angola 2008.  Na final realizada no dia 14 de Dezembro, Lesliana foi coroada vencedora do concurso , recebendo a coroa da sua antecessora, a Miss Angola 2007, Micaela Reis.
Como embaixadora da beleza angolana, Lesliana também participou em diversas campanhas junto ao Instituto Nacional de Luta Contra a Sida, visando a consciencialização da população angolana sobre as formas de prevenção do contágio pelo vírus HIV.

### Miss Universo 2008
Como vencedora do Miss Angola, Lesliana recebeu o direito de representar o seu país no Miss Universo 2008, realizado no Vietname. Na final do concurso, a 13 de Julho, ela não foi escolhida como uma das semifinalistas. A vencedora foi a venezuelana Dayana Mendoza.
Durante o concurso, Lesliana foi colega de quarto da Miss Brasil Natália Anderle.

### Televisão
A sua carreira na televisão começou quando foi a São Paulo para ser entrevistada por Jô Soares. Após a entrevista, os directores da Globo Internacional convidaram-na para participar de um teste. Foi seleccionada e passou a apresentar o  programa Revista África, uma revista electrónica exclusiva para telespectadores africanos e que fala sobre cultura, moda e assuntos de interesse da sociedade de angolana.
No dia 18 de Dezembro de 2010, Lesliana foi a apresentadora do Miss Angola 2011, que coroou a Miss Angola Reino Unido Leila Lopes, que viria a se tornar a Miss Universo 2011.

### Cinema
Em um concurso realizado pela apresentadora Xuxa Meneghel em seu programa, o TV Xuxa, Lesliana disputou com Érica Chissapa, outra actriz angolana, um papel no filme Xuxa em O Mistério de Feiurinha. Na final do concurso, a Miss Angola venceu e ganhou a vaga no filme, onde interpretou Fadona.
Lançado no dia 24 de janeiro de 2010, o filme foi um enorme sucesso em Angola, chegando a ultrapassar a bilheteira de Avatar na sua primeira semana de exibição.

## Filmografia

### Telenovelas
| Ano  | Título              | Personagem      |
| ---- | ------------------- | --------------- |
| 2014 | Jikulumessu         |                 |
| 2015 | I Love Paraisópolis | Tairine Ibrahim |
| 2022 | O Rio               | Monifa          |

### Filmes
| Ano  | Título                          | Personagem |
| ---- | ------------------------------- | ---------- |
| 2009 | Xuxa em O Mistério de Feiurinha | Fadona     |
| 2013 | Njinga, Rainha de Angola        | Njinga     |

## Prêmios e indicações
| Ano  | Prêmio                       | Categoria     | Trabalho                          | Resultado |
| ---- | ---------------------------- | ------------- | --------------------------------- | --------- |
| 2015 | African Movie Academy Awards | Melhor Actriz | Njinga (Njinga, Rainha de Angola) | Venceu    |